# Banco da amizade

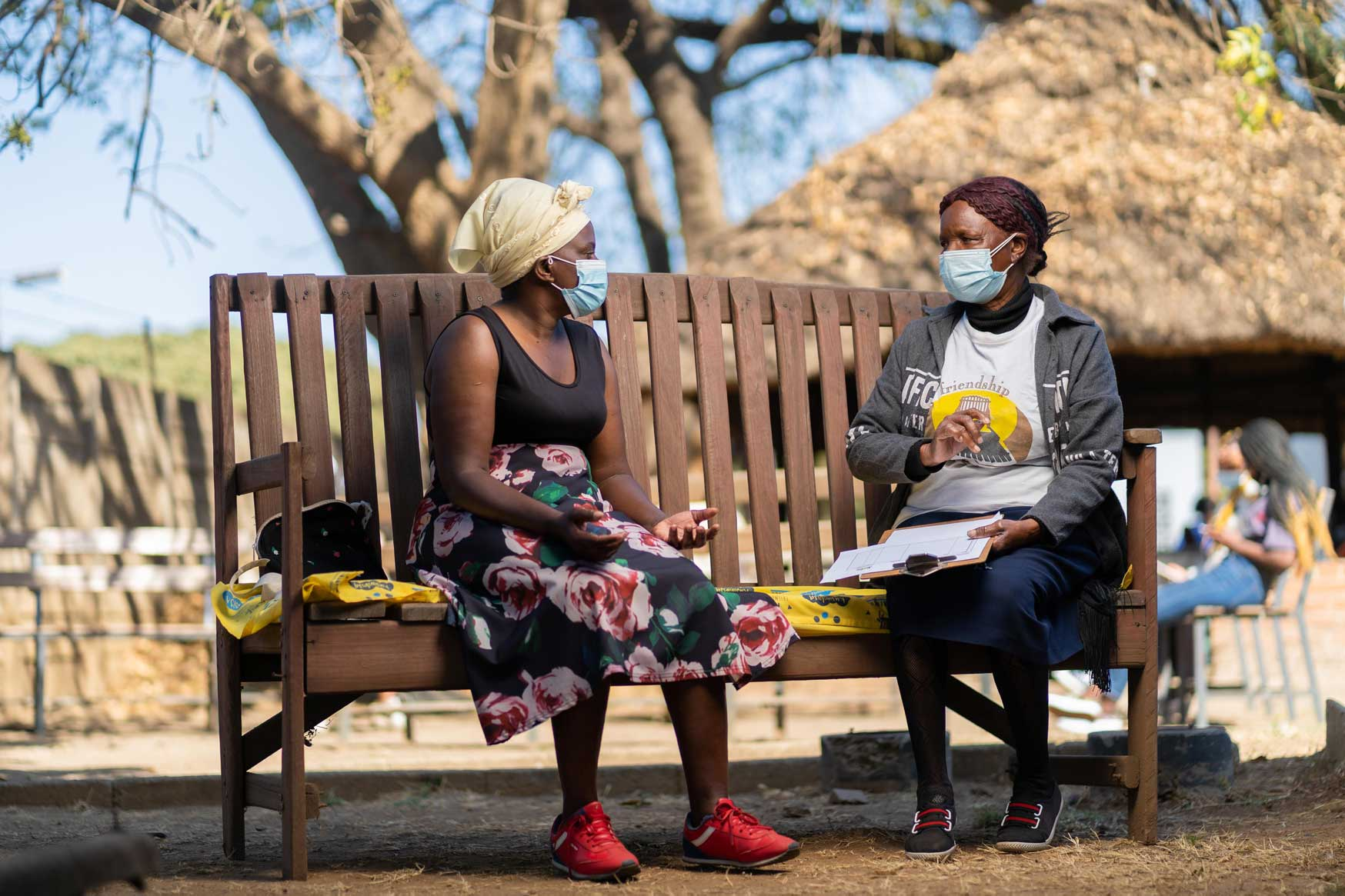
Ambuya Utano (Avó Comunitária) a ter uma sessão de terapia de resolução de problemas no Banco da Amizade em Harare, Zimbábue.

O programa Banco da Amizade (em inglês: Friendship Bench) é uma intervenção comunitária de saúde mental do Zimbabué, onde profissionais de saúde comunitários treinados (conhecidos como "avós") sentam-se em "Bancos da Amizade" de madeira, instalados em clínicas de cuidados de saúde primários ou em espaços comunitários seguros e fornecem terapia de conversação estruturada para resolução de problemas a membros da comunidade que procuram apoio em saúde mental ou são encaminhados por enfermeiros ou outros membros da comunidade.
O programa foi fundado por Dixon Chibanda em 2006 e foi desenvolvido ao longo de um período de 20 anos de investigação comunitária para colmatar a lacuna no tratamento da saúde mental. O Friendship Bench oferece o que tem sido visto como uma opção eficaz, simples e económica para fornecer cuidados de saúde mental baseados em evidências em ambientes com poucos recursos.

## Operação
O Friendship Bench tem como objetivo melhorar o bem-estar mental e a qualidade de vida por meio do uso de agentes comunitários de saúde (ACS) treinados que oferecem sessões individuais de terapia de resolução de problemas para pessoas que lutam com problemas de saúde mental leves a moderados, como ansiedade e depressão. Os ACS são treinados numa abordagem baseada em terapia cognitivo-comportamental, com forte ênfase na terapia de resolução de problemas (TRP) e ativação comportamental no nível de atenção primária à saúde (APS) para abordar kufungisisa, um conceito local Shona que se traduz literalmente em "pensar demais" e cujos sintomas se assemelham à depressão e à ansiedade. Quando os clientes procuram o Friendship Bench em busca de apoio em saúde mental, eles são avaliados com um Questionário de Sintomas Shona-14 (SSQ-14), uma medida indígena de transtornos mentais comuns.
As sessões de terapia de conversação acontecem em bancos de parque de madeira, que geralmente são colocados em espaços tranquilos e discretos, sob árvores frondosas, em clínicas de atenção primária à saúde ou salas comunitárias.

## Avós
De forma única, o Friendship Bench usa "Avós", mais carinhosamente conhecidas como Ambuya Utano ou Gogos, para realizar a intervenção terapêutica de resolução de problemas. As Avós do FB estão enraizadas na sua comunidade e são as guardiãs da sabedoria e do conhecimento local.
Sem qualquer experiência médica ou de saúde mental prévia, cada avó ou ACS equivalente passa por oito dias de formação numa abordagem estruturada baseada na resolução de problemas que enfatiza as competências de escuta, a empatia, a ligação e uma atitude sem julgamentos, juntamente com etapas para gerar um plano de ação SMART e a entrega de uma ferramenta de rastreio. Após o treino, cada ACS tem um estágio clínico de 30 dias. Desta forma, conforme descrito no estudo clínico randomizado Friendship Bench publicado no JAMA em 2016:
...as etapas da terapia de resolução de problemas ajudam os clientes a identificar um problema (por exemplo, desemprego) em vez de obter um diagnóstico. A abordagem psicológica da terapia de resolução de problemas funciona permitindo uma orientação mais positiva para a resolução de problemas e capacitando as pessoas para terem uma sensação de maior coping e controlo sobre as suas vidas.

## Grupos de apoio
Após a terapia individual, os clientes do Friendship Bench são apresentados a um grupo de apoio liderado por colegas conhecido como Circle Kubatana Tose (CKT), que significa "dar as mãos juntos". Nestes grupos, os clientes são conectados a outras pessoas que também passaram por problemas de saúde mental e encontraram soluções no Banco da Amizade. Os membros do grupo tendem a vir da mesma comunidade e, portanto, podem identificar-se com as dificuldades uns dos outros. Os grupos CKT contribuem para o sentimento de pertença dos clientes e reduzem o estigma em torno da saúde mental.